# シオネ・ラベマイ
シオネ・ラベマイ（Sione Lavemai、1994年5月8日 - ）は、トンガ出身のラグビーユニオン選手。ジャパンラグビーリーグワンの横浜キヤノンイーグルスに所属している。

## 略歴
セントビーズカレッジ卒業後、拓殖大学に入学。
2017年、拓殖大学ラグビー部の主将に就任した。
2019年、拓殖大学卒業後、東芝ブレイブルーパス (現・東芝ブレイブルーパス東京)に加入。
2020年1月12日にジャパンラグビートップリーグ第1節サントリーサンゴリアス戦に先発出場で公式戦初出場を果たす。
2021年、15人制女子日本代表江渕まことと結婚。
2022年6月18日に行われたリポビタンDチャレンジカップ2022ウルグアイ戦にて途中出場で日本代表初キャップを獲得した。
2022年7月1日、東芝ブレイブルーパスを退団。 同年7月26日、NTTラグビーチームの再編成により発足した浦安D-Rocksに加入する事が発表された。
2023年、東京サントリーサンゴリアスに加入。2025年6月退団
2025年6月30日、横浜キヤノンイーグルスへの入団を発表した。